# Babinek (Banie)
Babinek (deutsch Heinrichsdorf) ist ein Ort in der polnischen Woiwodschaft Westpommern. Er gehört zur Gmina Banie (Landgemeinde Bahn) im Powiat Gryfino (Greifenhagener Kreis). Im Jahre 2003 lebten hier 456 Bewohner.

## Geographische Lage
Die Ortschaft liegt in Hinterpommern, etwa 15 Kilometer südsüdöstlich der Stadt Gryfino (Greifenhagen) und zehn Kilometer nordwestlich von Banie (Bahn).

## Geschichte
Die ersten bekannten Besitzer von Heinrichsdorf waren die Rehberg zu Vierraden. Im Jahre 1391 erwarb ein Peter Stenwer, Angehöriger der adligen Familie Steinwehr, Heinrichsdorf.
Bis 1945 gehörte die Landgemeinde Heinrichsdorf zum Landkreis Greifenhagen im Regierungsbezirk Stettin der preußischen Provinz Pommern des Deutschen Reichs. Zur Gemeinde gehörten neben Heinrichsdorf die Wohnplätze Neu Schulzendorf, Schulzendorf, Vorwerk Karlshof und Ziegelei. Die Ortschaft war Sitz des Amtsbezirks Heinrichsdorf.
Nach dem Zweiten Weltkrieg kam der Ort, wie ganz Hinterpommern, an Polen. Er erhielt den polnischen Ortsnamen „Babinek“. Die Bevölkerung wurde vertrieben und durch Polen ersetzt.

## Sehenswürdigkeiten
- Kirche St. Anna, Feldsteinkirche aus dem 14./15. Jahrhundert, 1908 nach Brand neogotisch umgebaut
- Herrenhaus, 19. Jahrhundert mit ehemaligen Gutspark

## Persönlichkeiten
- Gustav Eberhard von Greiffenpfeil (um 1700–1775), Landrat des Kreises Greifenhagen und Gutsbesitzer von Heinrichsdorf